# Discografia di Daniele Silvestri
Questa pagina contiene la discografia di Daniele Silvestri, cantautore italiano.

## Album

### Album in studio
| 1994                                                                          | Daniele Silvestri - Pubblicato: 1994 - Etichetta: Dischi Ricordi - Formati: CD                                  | —  |            |
| 1995                                                                          | Prima di essere un uomo - Pubblicato: 1995 - Etichetta: Dischi Ricordi - Formati: CD                            | 21 |            |
| 1996                                                                          | Il dado - Pubblicato: 21 maggio 1996 - Etichetta: BMG Ricordi - Formati: CD, LP, download digitale              | —  |            |
| 1999                                                                          | Sig. Dapatas - Pubblicato: 26 febbraio 1999 - Etichetta: BMG Ricordi - Formati: CD, LP, download digitale       | 19 |            |
| 2002                                                                          | Unò-dué - Pubblicato: 8 marzo 2002 - Etichetta: BMG Ricordi - Formati: CD, LP, download digitale                | 7  |            |
| 2007                                                                          | Il latitante - Pubblicato: 2 marzo 2007 - Etichetta: BMG Ricordi - Formati: CD, LP, download digitale           | 5  |            |
| 2011                                                                          | S.C.O.T.C.H. - Pubblicato: 29 marzo 2011 - Etichetta: Sony - Formati: CD, LP, download digitale                 | 5  | - ITA: Oro |
| 2016                                                                          | Acrobati - Pubblicato: 26 febbraio 2016 - Etichetta: Sony Music - Formati: CD, download digitale                | 1  | - ITA: Oro |
| 2019                                                                          | La terra sotto i piedi - Pubblicato: 3 maggio 2019 - Etichetta: Sony Music - Formati: CD, LP, download digitale | 2  |            |
| 2023                                                                          | Disco X - Pubblicato: 9 giugno 2023 - Etichetta: Sony Music - Formati: CD, LP, download digitale                | 11 |            |
| "—" indica una pubblicazione non classificata o non pubblicata in quel paese. | |    |            |

### Album dal vivo
| Anno | Titolo                                                                                  |
| ---- | --------------------------------------------------------------------------------------- |
| 2004 | Livre trânsito - Pubblicato: 2004 - Etichetta: BMG Ricordi - Formati: download digitale |

### Raccolte
| Anno | Titolo |
| ---- | --- |
| 2000 | Occhi da orientale - Il meglio di Daniele Silvestri - Pubblicato: 9 ottobre 2000 - Etichetta: BMG Ricordi - Formati: download digitale |
| 2008 | Monetine - Pubblicato: 2008 - Etichetta: BMG Ricordi - Formati: download digitale                                                      |

## Extended play
| Anno | Titolo                                                                                           |
| ---- | ------------------------------------------------------------------------------------------------ |
| 2013 | Che nemmeno Mennea - Pubblicato: 14 febbraio 2013 - Etichetta: Sony - Formati: download digitale |

## Singoli
- 1994 – Voglia di gridare
- 1995 – L'uomo col megafono
- 1995 – Le cose in comune
- 1996 – Un giorno lontano
- 1996 – Banalità
- 1997 – Cohiba
- 1998 – Strade di Francia
- 1999 – Aria
- 1999 – Amore mio
- 2000 – Occhi da orientale
- 2002 – Salirò
- 2002 – Sempre di domenica
- 2002 – Il mio nemico
- 2004 – Kunta Kinte
- 2007 – Mi persi
- 2007 – La paranza
- 2007 – Gino e l'Alfetta
- 2007 – A me ricordi il mare (feat. Otto Ohm)
- 2008 – Monetine
- 2008 – Una giornata al mare
- 2010 – Precario è il mondo (feat. Raiz)
- 2011 – Monito®
- 2011 – Ma che discorsi
- 2011 – Fifty-Fifty
- 2011 – Il viaggio (pochi grammi di coraggio)
- 2013 – A bocca chiusa
- 2013 – Il bisogno di te (ricatto d'onor)
- 2014 – Tutta colpa di Freud (il giardino di Psiche)
- 2016 – Quali alibi
- 2016 – Acrobati
- 2016 – Pochi giorni
- 2016 – La guerra del sale (feat. Caparezza)
- 2019 – Complimenti ignoranti
- 2019 – Tempi modesti (feat. Davide Shorty)
- 2019 – Argentovivo (feat. Rancore e Manuel Agnelli)
- 2019 – Blitz gerontoiatrico
- 2019 – Prima che
- 2019 – L'ultimo desiderio
- 2019 – Tutti matti
- 2019 – Qualcosa cambia
- 2020 – Il mio nemico invisibile (feat. Rancore)
- 2022 – Tik Tak
- 2023 – Intro X (feat. Fulminacci, Wrongonyou, Frankie hi-nrg mc, Franco126, Selton, Davide Shorty, Eva, Giorgia ed Emanuela Fanelli)
- 2023 – Tutta
- 2023 – L'uomo nello specchio (feat. Fulminacci)

## Collaborazioni
- 1997 – Foca - Rocco Papaleo (dall'album Che non si sappia in giro)
- 1997 – Al fratello che non ho - Fiorella Mannoia (dall'album Belle speranze)
- 1997 – Il fiume e la nebbia - Fiorella Mannoia (dall'album Belle speranze)
- 1997 – La storia - Tiromancino
- 1997 – Dying Again - Tiromancino
- 1998 – L'amore pensato - Max Gazzè
- 1999 – Liberi tutti - Subsonica (dall'album Microchip emozionale)
- 2000 – La rivoluzione - PFM
- 2000 – K.N.A. - PFM
- 2000 – Automaticamente - PFM
- 2000 – La quiete che verrà - PFM
- 2000 – La polvere - PFM
- 2002 – Odore - Giuliodorme
- 2002 – Che senso ha - Giuliodorme
- 2002 – Il secondo da sinistra - Mina
- 2002 – Non si può essere seri a diciassette anni - Têtes de Bois (su musica di Léo Ferré)
- 2004 – Pallida - Max Gazzè
- 2007 – Il bersaglio - Mughen
- 2007 – A me ricordi il mare - Otto Ohm
- 2011 – Sornione - Niccolò Fabi
- 2014 – Voglio una pelle splendida - Afterhours

## Videografia

### Video musicali
| Anno | Titolo                                       | Regista/i                         |
| ---- | -------------------------------------------- | --------------------------------- |
| 1994 | Il flamenco della doccia                     |                                   |
| 1994 | Voglia di gridare                            | Mario Addis                       |
| 1995 | Le cose in comune                            | Alex Infascelli                   |
| 1996 | Hold Me                                      | Alex Infascelli                   |
| 1997 | Cohiba                                       |                                   |
| 1997 | Banalità                                     |                                   |
| 1998 | Strade di Francia                            |                                   |
| 1999 | Amore mio                                    | Francesco Fei                     |
| 1999 | Aria                                         | Ago Panini                        |
| 2002 | Salirò                                       | Andrea Linke                      |
| 2002 | Sempre di domenica                           | Ago Panini                        |
| 2002 | Il mio nemico                                | Marco Pavone                      |
| 2004 | Kunta Kinte                                  | Vittorio Badini Confalonieri      |
| 2007 | Mi persi                                     | Davide Marengo                    |
| 2007 | La paranza                                   | Francesco Cordio                  |
| 2007 | Gino e l'Alfetta                             | Alex Infascelli                   |
| 2007 | A me ricordi il mare                         |                                   |
| 2008 | Monetine                                     |                                   |
| 2008 | Una giornata al mare                         | Francesco Calabrese               |
| 2011 | Ma che discorsi                              | Fabio Luongo                      |
| 2011 | Fifty-Fifty                                  |                                   |
| 2011 | Acqua che scorre (feat. Diego Mancino)       |                                   |
| 2013 | A bocca chiusa                               | Valerio Mastandrea                |
| 2013 | Il bisogno di te (ricatto d'onor)            | Riccardo Grandi                   |
| 2016 | Quali alibi                                  | Fernando Luceri                   |
| 2016 | Acrobati                                     | Fernando Luceri                   |
| 2016 | Pochi giorni (feat. Diodato)                 | Giacomo Citro                     |
| 2016 | La guerra del sale (feat. Caparezza)         | Fernando Luceri                   |
| 2019 | Argentovivo (feat. Rancore e Manuel Agnelli) | Giorgio Testi                     |
| 2019 | Scusate se non piango                        | Valerio Mastandrea, Giorgio Testi |
| 2019 | Tutti matti                                  | Corrado Fortuna                   |
| 2019 | Qualcosa cambia                              | Giorgio Testi                     |
| 2023 | Tutta                                        | Giacomo Citro                     |
| 2023 | Il mio nemico invisibile (feat. Rancore)     | Giacomo Citro                     |
| 2023 | L'uomo nello specchio (feat. Fulminacci)     | Fernando Luceri                   |

#### Partecipazioni in video di altri artisti
| Anno | Titolo       | Artista                           | Regista/i           |
| ---- | ------------ | --------------------------------- | ------------------- |
| 1999 | Liberi tutti | Subsonica feat. Daniele Silvestri | Alessandra Pescetta |